# Bibliothek der Giorgio-Cini-Stiftung

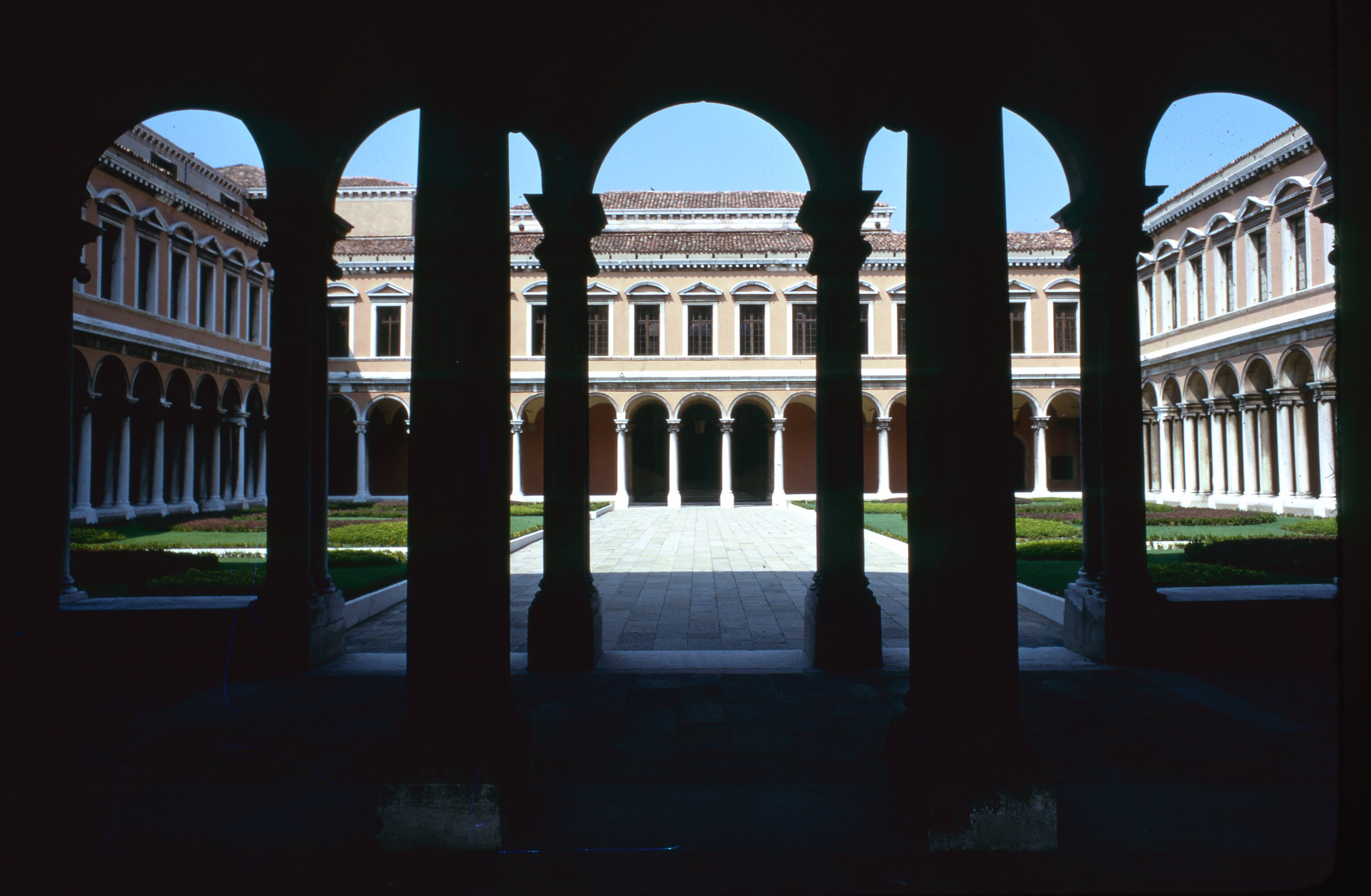
Blick in den Innenhof des Klosters

Die Bibliothek der Giorgio-Cini-Stiftung (der Fondazione Giorgio Cini) befindet sich im einstigen Dormitorium der Benediktiner auf der Insel San Giorgio Maggiore im historischen Zentrum Venedigs. Entworfen von Giovanni Buora und unter Leitung von Michele De Lucchi umgebaut, hat sich die Einrichtung zum Ziel gesetzt, einen offenen und multidisziplinären Zugang zu fördern, der sich vielfach auch auf die Bestände anderer Archive und Bibliotheken bezieht. Dabei umfasst die Bibliothek sechs Abteilungen, die selbst als biblioteche beschrieben werden. Das Haus ist der Nuova Biblioteca Manoscritta angeschlossen, die Manuskripte Venetiens via Internet verfügbar macht.

## Abteilungen
Der Hauptraum, als Nuova Manica Lunga bezeichnet, bildet den Kern des Centro Internazionale di Studi della Civiltà Italiana “Vittore Branca”. Inhaltlich befassen sich allein mehr als 150.000 Bände mit der Kunstgeschichte. Dazu kommen etwa 800 Periodika, von denen mehr als 200 fortlaufend sind. Die Bestände befassen sich zudem mit der Geschichte Venedigs, der Literatur, der Musik und dem Theater, dem Melodrama, dann mit den Beziehungen Venedigs zum Orient und zu Europa. Hinzu kommen über 3.000 Inkunabeln und Frühdrucke. Unmittelbar zugänglich sind allein 1.000 Regalmeter.
Den Kern der Sammlungen zur Kunstgeschichte bilden spezialisierte Sammlungen, die auf Giuseppe Fiocco, Rodolfo Gallo, Raymond van Marle, Antonio Muñoz oder Achille Bertini Calosso zurückgehen. Hinzu kommen Stiftungen von Buchliebhabern, wie von Tammaro De Marinis, einem Freund Vittorio Cinis, der auch den Stifter bei den Anschaffungen beriet. 
Zur Geschichte vor allem der Republik Venedig, also der Zeit bis 1797, aber auch seiner Kolonien und der von ihrem Wirken betroffenen Gebiete, bezieht das Haus in der Abteilung Storia della Società e dello Stato Veneziano mehr als 120 Periodika fortlaufend. Zahlreiche Quellen aus dem Staatsarchiv Venedig sind hier als Mikrofilme verfügbar, aber auch Venedig betreffende Bestände anderer Archive.
Im Istituto per il Teatro e il Melodramma befindet sich eine eigene Bibliothek mit dem entsprechenden Schwerpunkt. Dort befinden sich auch die Privatbibliotheken von Gian Francesco Malipiero, Ulderico Rolandi, Francesco Gallia, Aurel M. Milloss, Luigi Squarzina und Pierluigi Samaritani. In der Bibliothek des Musikers Gian Francesco Malipiero finden sich rare Cinquecentine (16. Jahrhundert) und andere seltene Bücher, in der von Francesco Gallia circa 1.200 Bände mit wagnerianischem Sammelgebiet. Hingegen bilden 3.000 Bände den Bestand des Choreographen Aurel M. Milloss, die sich mit dem Tanz und seiner Geschichte auseinandersetzen. Zu den jüngeren Stiftungen gehören die Sammlungen des Bühnenbildners Pierluigi Samaritani und die des Regisseurs und Professors Luigi Squarzina. Die Konsultation dieser Bestände zu Theater und Melodrama erfolgt ausschließlich über die Biblioteca Manica Lunga.
Die Bibliothek Civiltà e spiritualità comparate setzt sich mit den Beziehungen Venedigs zum Orient, in einem sehr weit gefassten Sinne, nämlich bis nach Japan reichend, und zu Osteuropa auseinander. Sie entstanden 1958 und wurden mit 36.000 Bänden ausgestattet. An Mikrofilmen sind die seltenen Bücher der Kaiserlichen Bibliothek in Peking hervorzuheben. 1971 kam die Privatbibliothek von Alain Daniélou hinzu, die besonders für die indische Musik von großer Bedeutung ist. Etwa 300 Zeitschriften, vielfach in nur wenigen Ausgaben repräsentiert, gehen auf die persönlichen Schwerpunkte der Donatoren zurück. 2012 erwarb die Stiftung die Privatbibliothek des Journalisten und Schriftstellers Tiziano Terzani. Zu ihr gehören etwa 6.000 Bände zur Kunst und Kulturgeschichte, aber auch Reiseberichte. Diese fügen sich bestens in die bereits vorhandenen Bestände der orientalischen Sektion des Centro Studi di Civiltà e Spiritualità Comparate, den ehemaligen Instituten Venezia e l’Oriente und Venezia e l’Europa.
In den Archivi Musica liegen Bestände von Komponisten und Persönlichkeiten der italienischen Musik, die zwischen dem späten 19. und dem Beginn des 20. Jahrhunderts tätig waren. 
Einen der bedeutendsten Bestände bilden die etwa 3.000 Einheiten der Libri Antichi. Ausgangspunkt war die Schenkung des Gründers der Stiftung Giorgio Cini, der in seinem Haus Bücher des 15. und 16. Jahrhunderts aufbewahrte. Hinzu kamen die Sammlungen von Victor Masséna und die des Bibliophilen Tammaro De Marinis. Weitere Stifter waren u. a. Antonio Muñoz, Alessandro Dudan oder der Mailänder Anwalt Cesare Grassetti.